# California Straight Ahead!
California Straight Ahead! (Brasil: Pequeno Inferno) é um filme norte-americano de 1937, dos gêneros drama, ação e romance, dirigido por Arthur Lubin e estrelado por John Wayne e Louise Latimer.

## Sinopse
Biff Smith é o motorista de caminhões de alta potência que entra em uma competição com um trem para ver quem entrega primeiro as partes de um avião para fábricas rivais. Tudo precisa ser feito com a maior pressa, porque os trabalhadores da companhia aérea que deverá receber a aeronave ameaçam entrar em greve.

## Elenco
| Ator/Atriz        | Personagem      |
| ----------------- | --------------- |
| John Wayne        | Biff Smith      |
| Louise Latimer    | Mary Porter     |
| Robert McWade     | Corrigan        |
| Theodore von Eltz | James Gifford   |
| Tully Marshall    | Harrison        |
| Emerson Treacy    | Charlie Porter  |
| Harry Allen       | 'Fish' McCorkle |
| LeRoy Mason       | Padula          |